# Robert Willoughby (6e baron Willoughby d'Eresby)
Pour les articles homonymes, voir Robert Willoughby.
Robert (III) Willoughby ou Robert de Willughby (1385 – 25 juillet 1452), 6e baron Willoughby d'Eresby, comte de Vendôme (1424-1430) puis comte de Beaumont-sur-Oise, est un commandant militaire anglais durant la guerre de Cent Ans.

## Biographie
Il est le fils de William Willoughby († 1409), 5e baron Willoughby, et de Lucy, fille de Roger le Strange, 5e baron Strange. Il hérite de son père, en 1409, du titre familial de baron Willoughby, et d'immenses terres dans le Lincolnshire.
C'est probablement en 1412, en Guyenne, que Robert Willoughby sert pour la première fois dans l'armée anglaise. Il participe dans les années qui suivent à de nombreuses campagnes militaires en France. Il est notamment présent au siège de Caen (1417), et à la fin de cette année, il est fait chevalier de la Jarretière. En 1419, il est fait lieutenant de Thomas Beaufort, duc d'Exeter, après la capture de ce dernier. En 1420, il accompagne le roi en Angleterre pour le couronnement de la reine Catherine de Valois.
Il se distingue à la bataille de Cravant en juillet 1423, puis retourne en Angleterre lever de nouveaux contingents d'hommes. Il capture Jean, duc d'Alençon, conjointement avec John Fastolf, à la bataille de Verneuil (1424). Déjà récompensé par Henri V avec la seigneurie de Beaumesnil, il reçoit le comté de Vendôme du roi Henri VI, par lettres patentes du 20 septembre 1424, confirmées le 25 mai 1427.
Il est probable que Robert Willoughby quitte Vendôme en 1430, les Français devenant plus offensifs après la libération d'Orléans. En compensation de la perte de ce comté, le roi lui donne celui de Beaumont-sur-Oise. Alors que les Anglais perdent pieds en Normandie, il commande comme lieutenant en Basse-Normandie. En octobre 1435, il mène une force de 2 000 hommes pour aider John Talbot, 7e baron Talbot, à s'emparer de Saint-Denis. Il est ensuite chargé du commandement de Paris, dont il est chassé en avril 1436.
Après une dernière campagne en France en 1437, il retourne définitivement en Angleterre l'année suivante. Il part ensuite en pèlerinage en Terre sainte, et ne semble revenir dans le royaume qu'en 1443.
Il meurt sans descendance mâle le 25 juillet 1452. C'est son gendre, Richard Welles, qui lui succède dans ses terres et titres.

## Mariages et descendance
Robert Willoughby épouse, en premières noces, Elizabeth († 1438), fille de John Montagu, 3e comte de Salisbury. En secondes noces, il épouse Maud Stanhope († 1497), jeune héritière du ministre Ralph de Cromwell, avec laquelle il n'aura pas d'enfants. De son premier mariage, il a une fille :
- Joan († 1462), épouse, avant 1446, Richard Welles († 1470), 7e baron Willoughby d'Eresby, et 7e baron Welles (1467). Exécuté avec son fils pour trahison en 1470[1].

## Sources
- Jean-Claude Pasquier, Le Château de Vendôme, 2000 [détail des éditions]
- G. L. Harriss, « Willoughby, Robert (III), sixth Baron Willoughby (1385–1452) », Oxford Dictionary of National Biography, Oxford University Press, édition en ligne, janvier 2008.